# Ezra Buzzington
Jonathan Harris, más conocido como Ezra Buzzington, es un actor estadounidense. Su carrera incluye papeles en películas como Fight Club, Magnolia, The Hills Have Eyes, Ghost World y The Prestige.
Nació y se crio en Muncie, Indiana. Actualmente vive en Los Ángeles, California.

## Filmografía destacada
- Magnolia (1999)
- Fight Club (1999)
- The Million Dollar Hotel (2000)
- Me, Myself & Irene (2000)
- The Man from Elysian Fields (2001)
- Say It Isn't So (2001)
- Ghost World (2001)
- Secretary (2002)
- The Hills Have Eyes (2006)
- The Prestige (2006)
- Art School Confidential (2006)
- Underdog (2007)
- Mirrors (2008)
- Julia (2008)
- Spy School (2008)
- H2: Halloween 2 (2009)
- Darkening Sky (2010)
- Crossbones (2014) como Oswald Eisengrim